# Nová Ves (Hradec Králové)
Nová Ves è un comune della Repubblica Ceca facente parte del distretto di Rychnov nad Kněžnou, nella regione di Hradec Králové.